# Edit Klocker
Edit Klocker (Baja, Hungría, 16 de octubre de 1979) es un nadadora retirada especializada en pruebas de estilo mariposa. Fue medalla de plata en la prueba de 4x100 metros estilos durante el Campeonato Europeo de Natación de 1995.
Representó a Hungría en los Juegos Olímpicos de Atlanta 1996.

## Palmarés internacional
| Campeonato Europeo de Natación | Campeonato Europeo de Natación | Campeonato Europeo de Natación | Campeonato Europeo de Natación |
| Año                            | Lugar                          | Medalla                        | Prueba                         |
| ------------------------------ | ------------------------------ | ------------------------------ | ------------------------------ |
| 1995                           | Viena (Austria)                | Medalla de plata               | 4 × 100 m estilos              |